# HD110066
HD110066 — хімічно пекулярна зоря спектрального класу A1, що має видиму зоряну величину в смузі V приблизно  6,4.
Вона  розташована на відстані близько 505,7 світлових років від Сонця.

## Фізичні характеристики
Зоря HD110066 обертається 
порівняно повільно 
навколо своєї осі. Проєкція її екваторіальної швидкості на промінь зору становить  Vsin(i)= 29км/сек.

## Пекулярний хімічний склад
Зоряна атмосфера HD110066 має підвищений вміст 
Cr
.

## Магнітне поле
Спектр даної зорі вказує на наявність магнітного поля у її зоряній атмосфері.
Напруженість повздовжної компоненти поля оціненої з аналізу
становить  204,0± 238,0 Гаус.